# 薔薇と椿
『薔薇と椿』（ばらとつばき、英題：Rose & Camellia）は、NIGOROが開発し2007年7月に公開したブラウザゲーム (FLASHゲーム)、およびシリーズ名。

## 概要
大正時代の華族である椿小路（つばきこうじ）家の女性たちが繰り広げる闘争が描かれる作品。その対決方法は、互いにビンタを張り合う「おビンタバトル」を行うというもので、シリアスな世界観の中で滑稽な物語が展開される。
本作を公開して間もない時期からサーバーがダウンするほどのアクセスがあり、NIGOROの知名度を世界に広める一助となった。そして、その後も人気が広がり、2020年時点では全世界累計で2000万回プレイされるまでに発展した。
公式サイト等では、おビンタについて、ルールが存在するスポーツのようなものと説明している。それを示す例として、シリーズ作品のiOS版『薔薇と椿 〜伝説の薔薇の嫁〜』は販売サイトでスポーツのカテゴリに分類されている。また、同じくシリーズ作品の『薔薇と椿 〜お豪華絢爛版〜』の中では「華族の女性がお相手を許せない時にだけ許される、由緒正しき競技」と説明されている。

## 開発
NIGOROは知名度向上を目的に創設当初から無料のFLASHゲームを制作しており、『薔薇と椿』はその2作目となる。1作目のFLASHゲーム（『Death Village』）が小難しいものだったため、マウス操作だけで気軽に遊べるものを作ろうということで『薔薇と椿』が生まれた。
女性同士のビンタという発想について、NIGOROの楢村匠は「子どもの頃に見た映画やアニメで女性が毎回順番にビンタをしていたのを見て、子どもながらに「何かルールでもあるのかな」と思った」ことがきっかけと語っている。一方、物語については、ビンタを交互にやりあうという設定が不自然に見えない世界観を検討していく中で、取っ組み合いにならずルールを守って交互にビンタするというところから、女流階級の淑女たちがよいのではという発想に至った。また、当初は少女漫画のような絵で昼ドラのような愛憎劇にしようというコンセプトで物語を作成していたが、途中で楢村の中の「少女漫画容量」をオーバーし少年漫画のノリに変わってしまったため、結果的に奇妙な世界観が生まれることになった。なお、似たタイトルの作品として、制作当時、女性たちの愛憎劇を描いた昼ドラの『牡丹と薔薇』が流行っていたが、楢村はドラマを見ていなかったのでその存在を知らず、『薔薇と椿』というタイトルは自然発生したと語っている。

## シリーズ作品一覧
薔薇と椿
2007年公開のブラウザゲーム。2008年6月11日には、ショックウェーブエンターテインメント株式会社が運営していたウェブサイト「Shockwave」で特別版が公開された。
薔薇と椿2
2012年1月公開のブラウザゲーム。
元々は前述のShockwave版『薔薇と椿』でクリア後にプレイできる隠しモードとして収録されていたもので、難易度変更システム追加などを施したうえで単独公開された。
薔薇と椿とLA-MULANA
2013年6月公開のブラウザゲーム。NIGORO開発のアクションゲーム『LA-MULANA』の世界観とキャラクターに置き換えたコラボレーション作品。
薔薇と椿とファタモルガーナ
2014年8月15日より開催のコミックマーケット86でNovectacleより頒布されたPC用パッケージソフト。同年8月29日にはNIGOROのサイトでブラウザゲームとして公開。Novectacle開発のビジュアルノベル『ファタモルガーナの館』の世界観とキャラクターに置き換えたコラボレーション作品で、シナリオは『ファタモルガーナの館』と同じく縹けいかが手掛けている。
PC用パッケージ版にはサウンドトラックCDが同梱されており、ゲーム内にはおまけのエンディングムービーが含まれている。
薔薇と椿 〜伝説の薔薇の嫁〜
Android版が2020年3月20日に、iOS版が同年3月22日に配信されたスマートデバイスアプリ。1作目『薔薇と椿』のリメイク作品。発売元はroom6。
Adobe Flashのサポートが2020年内で終了することが決定し、今後FLASHゲームが遊べなくなることから、NIGOROはこれまでの作品を何かしらの形で残せないかと考え、スマートデバイス向けの移植が行われた。
なお、配信の11年前となる2009年2月24日付のNIGOROのブログでは、iPod touchで『薔薇と椿』の「移植版」をスワイプ操作でプレイする様子とされるフェイク画像が公開された。これは実際には移植版ではなく、iPod touchの画面に『薔薇と椿』の静止画像を表示してスワイプ操作をしているように見せかけたというものである。ただ、スマートデバイスであれば直感的にプレイできるという思いは当時からあり、後にスマートデバイス版を制作する際には、このフェイク画像を最初の企画書としてroom6に提出している。
薔薇と椿 〜ラムラーナ編〜
2020年11月16日に配信されたAndroid用スマートデバイスアプリ。タイトルは『薔薇と椿 〜LA-MULANA編〜』と表記されることもある。『薔薇と椿とLA-MULANA』のリメイク作品だが、元の作品から登場人物が一部変更されている（後述）。発売元はroom6。
本作は前作『薔薇と椿 〜伝説の薔薇の嫁〜』と違いiOS版は配信されていない。Android版配信時の発表によると、iOSを提供するAppleより、本作のコンセプトである「女性同士の仁義なき戦い」そのものについてAppleのプラットフォーム上で配信する事は難しいという回答があったため、配信を見合わせたとのこと。
薔薇と椿 〜お豪華絢爛版〜
2023年9月19日発売のNintendo Switch用ソフト。以下の5つのシナリオを含むオムニバス作品。日本・韓国・香港ではPLAYISMが発売し、欧米ではWayForward Technologiesが2024年4月16日に発売した。
- 伝説の薔薇の嫁 - 『薔薇と椿 〜伝説の薔薇の嫁〜』のリメイク版。
- 復讐の白い椿 - 『薔薇と椿2』のリメイク版。
- ワールドユース編 - 以前に『薔薇と椿3』として企画されたもののお蔵入りとなっていたシナリオ。
- 静かなる椿の日常 - 本作のために新たに作成されたシナリオ。
- ラムラーナ編 - 『薔薇と椿 〜ラムラーナ編〜』のリメイク版。

本作用の周辺機器として、ゲーム機周辺機器メーカーのアンサーより、Nintendo Switchのコントローラ「Joy-Con」に装着して使用するナックルダスター型のグリップの試作品が2023年10月24日に公開された。当初は製品化されるかどうかは未定としており、同年11月にPLAYISMの公式Xアカウントで試作品のプレゼント企画が実施されていたが、その後、2024年6月末に実際に発売された。
日本では当初ダウンロード版のみの発売だったが、2025年2月20日にパッケージ版がSUPERDELUXE GAMESより発売された。一方アメリカでは、Limited Run Gamesが2024年4月12日から5月12日までの期間にパッケージ版の予約販売を行っている。

## システム
対戦画面では、プレイヤーキャラクターが右側手前に、対戦相手のキャラクターが左側奥に表示される。プレイヤー側の攻撃ターンと対戦相手側の攻撃ターンを交互に繰り返し、先に相手の体力を0にしたほうの勝利となる。
ターンの間は画面の上にあるゲージが減っていき、これがなくなるまでに攻撃を行う。攻撃がうまくいかない場合には、回避されたり反撃を受けたりする。
以上が基本的なルールだが、このほか、プラットフォームごとに以下のような仕様の違いがある。
ブラウザゲーム版
プレイヤー側の攻撃ターン時には画面右に「攻撃」ボタンが表示される。これを押した後に相手の顔のあたりをマウスで素早くなぞりうまく当たれば攻撃成功となる。また、この際に特定の場所を的確に狙えればクリティカル攻撃が発生する。一方、マウス操作が遅すぎたり見当はずれの場所を通過させたりすると攻撃を回避され、反撃を受けることもある。攻撃はゲージがなくなるまで何度でも行うことができる。
対戦相手側の攻撃ターン時には画面左に「回避」ボタンが表示される。これを押した後、相手の攻撃前にマウスでおビンタをかわすような軌道をなぞると回避成功となる。成功直後には画面右に「反撃」ボタンが表示され、これを押すと攻撃が可能となるが、失敗すると相手からの反撃を受ける。
対戦中に減少したプレイヤー側の体力は次の対戦にそのまま持ち越される。敗北時のコンティニュー機能はなく、その時点でゲームオーバーとなる。
スマートデバイス版
スマートデバイスの画面をスワイプ（またはフリック）することにより攻撃や回避を行う。ブラウザゲーム版のような「攻撃」「回避」「反撃」のボタンは表示されない。
プレイヤー側のターンで相手への攻撃が多く決まると画面上に「つかめ」ボタンが表示され、これをタップすると「往復おビンタ」が発動して大ダメージを与えることができる。
対戦相手が攻撃時にフェイントをかけるようになったため、プレイヤー側は相手の事前動作のタイミングを見計らって回避する必要がある。
1戦ごとに体力が最大値まで回復するようになり、コンティニュー機能も実装された。
Nintendo Switch版
コントローラのJoy-Conを振る操作、または本体のタッチパネル画面を用いるスマートデバイス版と同様の操作に対応している。コントローラボタンのみの操作はできない。
これまでの作品ではターン中であれば何度でも攻撃できたが、本作ではターン中1回のみとなった。これは駆け引きの緊張感や一撃必殺の達成感が重視されたもので、各ターンの1回の攻撃で的確にクリティカルやカウンターを取り往復おビンタで大ダメージを狙うことの重要性が増している。一方で、相手の回避ミスを誘うフェイントや相手からの攻撃を回避する動作は回数に制限がない。
1人プレイ専用のストーリーモードのほかに、2人でローカル対戦を行うモード「お二人でおビンタ編」がある。一方のプレイヤーは本編の主人公キャラクターから、もう一方のプレイヤーは本編の対戦相手キャラクターから1人を選択し、それぞれJoy-Conを用いて対戦する。スワイプ操作では対戦できない。

## 登場人物
キャラクターボイスは『薔薇と椿 〜お豪華絢爛版〜』より追加されている。

### 『薔薇と椿』より登場する人物
椿小路 玲子（つばきこうじ れいこ）
声 - 松井暁波
主人公。椿小路家の長男・俊介（しゅんすけ）に嫁いだ翌日に俊介が他界し未亡人となる。元々は庶民の出で、紡績工場務めの経歴を持つ。
俊介の死後から椿小路家の人々によるいびりを受けるようになるが、臨終間際の俊介から受け取った赤い薔薇の花を手に奮起し、相続権を賭けた戦いに臨む。
1年後が舞台となる『薔薇と椿2』では椿小路家の当主である「大奥様」の立場となり、玲子への復讐に燃える椿小路家の次女・沙織（さおり）の挑戦を受ける。
薔薇と椿の公式Xアカウントによると、『薔薇と椿』などのエンディングで玲子が抱えている猫は俊介が飼っていた猫で名前も「俊介」。また、同アカウントでは生前の俊介の後ろ姿が公開されている。
椿小路 沙織（つばきこうじ さおり）
声 - 浅井晴美
椿小路家の次女。未婚。
自身に反抗的な視線を送る玲子のことを下民の女と呼び軽蔑している。一方で、時折華族らしからぬ品のない言葉を発し、周囲から注意されることもある。温室育ちのため力はさほど強くない。
『薔薇と椿2』では主人公となり、敗れた屈辱を晴らし贅沢な暮らしを取り戻すため、物語冒頭で長い後ろ髪をナイフで切り落とし、椿小路家の人々の制止を振り切り玲子に戦いを挑む。
椿小路 静香（つばきこうじ しずか）
声 - 石田嘉代
椿小路家の長女。遠縁の華族の息子と結婚しているが、夫の影が薄いため椿小路家としての力を保ち続けている。
沙織と同じく玲子のことを下民と呼び、椿小路家を継ぐのにふさわしいのは長女である自分の夫だと主張する。
対戦時には、通常のおビンタだけでなく2連続でおビンタを放つこともある。
『薔薇と椿2』に登場の際には、「大奥様」の玲子におとなしく従う態度を示すようになり、玲子の打倒を目指している沙織をたしなめる。
『薔薇と椿 〜お豪華絢爛版〜』の「静かなる椿の日常」では主人公となり、屋敷に次々と現れる不審な訪問者たちと対決する。物語の中盤では、おビンタを2連発する技「二連撃」を習得する。
三田 悦子（みた えつこ）
声 - 浅井晴美
椿小路家に仕える家政婦。椿小路家の会話の様子を天井に張り付いて見聞きする。
玲子の行動に理解を示す一方で、椿小路家の「奥様」である華江（はなえ）に挑むのは早計だとして、玲子に力試しの対戦を申し出る。
対戦時には、おビンタではなく掌底打ちで攻撃してくる。
『薔薇と椿2』でも引き続き椿小路家に仕えており、玲子に従う姿勢を批判してくる沙織に対し、強い者に日和るのが大人の生き方と諭す。
椿小路 華江（つばきこうじ はなえ）
声 - 高橋奈津江
椿小路家の「奥様」。沙織と静香の母。
玲子の戦いぶりを見て相続権獲得への強い意志を感じ取り、椿小路家の力を示すべく本気で迎え撃つ。かなりの高齢でありながら、そうとは思えないほどの力を持つ。
対戦時には、おビンタのほか、扇子を用いて攻撃することもある。
『薔薇と椿2』にも登場するが、この頃には老化が進み戦意を失っている。
椿小路 椿（つばきこうじ つばき）
声 - 石田嘉代
椿小路家の「大奥様」。極度の肥満体で、言葉は話さず、うめき声のみを発する。
はるか昔から椿小路家を闇の力で支配している存在で、屋敷の4階にある開かずの間に住み着いている。
対戦時には、おビンタではなく正拳突きで攻撃してくる。
薔薇と椿の公式Xアカウントでは、椿の痩せた姿が公開されている。

### 『薔薇と椿2』より登場する人物
三田 右子（みた みぎこ） / 三田 左子（みた ひだりこ）
声 - 廣川裕希
家政婦見習いの双子。三田悦子の娘で、右子が長女、左子が次女。
母・悦子と沙織の戦いを物陰から見ており、玲子に反旗を翻した沙織の実力を見極めるべく二人揃って戦いを仕掛ける。
対戦時には二人が横に並び、二人で同時に、または時間差でおビンタを行う。なお、『薔薇と椿 〜お豪華絢爛版〜』の「復讐の白い椿」では画面下の名前表記の順番が「三田右子・左子」となっているが、実際は左側にいるのが左子、右側にいるのが右子である。
『薔薇と椿 〜お豪華絢爛版〜』の「ワールドユース編」では右子が主人公となり、家政婦見習いの卒業試験「デス・クイーン・サアキツト」に臨むため世界中を巡り各国の代表者たちと対決する。物語の中盤では、悦子が用いていた技「お掌底」を習得する。
春日 向日葵（かすが ひまわり）
声 - 高橋奈津江
沙織と静香の従姉妹。瞳を赤く光らせた怪物のような姿で、おビンタを放つ右腕の筋肉が発達している。会話の場面では怪物のような声を発する。
神学校を卒業して早々に椿小路家に戻り、華江から勧められて沙織と対決することになる。
薔薇と椿の公式Xアカウントでは、怪物のようになる前の姿が公開されている。

### 『薔薇と椿 〜お豪華絢爛版〜』より登場する人物

#### 「お練習」の登場人物
越智宇 トリヱ（おちう トリヱ）
声 - 朝比奈幸
椿小路家で淑女養成を担う女性。
ゲームの初回起動時や「ワールドユース編」「静かなる椿の日常」の中盤に登場し、おビンタなどの技の基本操作を対戦形式で指南する「お練習」を行う。
頭に豆腐を載せており、どれだけおビンタをしたり相手のおビンタを受けたりしても豆腐を落とさないという技を持つ。

#### 「ワールドユース編」より登場する人物
栗戸 アポ子（くりと アポこ）
声 - 儀武ゆう子
亞米利加（アメリカ）の代表。日系ハーフ。
アメリカンスタイルと称してボクシンググローブをつけた拳で対戦を始める。
対戦では右パンチと左右連続のパンチを織り交ぜて攻撃する。また、一定のダメージを受けると、体勢を低くしてガードし、おビンタをかわそうとする。
ウィン・ブルボン
声 - 石田嘉代
英吉利（エゲレス、イギリス）の代表。ブルボン王家の血筋。
英吉利のおビンタで使われる由緒正しき道具としてテニスラケットを構えており、素手での対戦を申し出る右子に対し、爪が割れるからと言って却下する。
対戦ではラケットをスイングして攻撃する。ラケットを振りかざした状態でフェイントをかけることもある。
ビンタ座の星子（ビンタざのせいこ）
声 - 立石めぐみ
希臘（ギリシヤ、ギリシャ）の代表。仮面で顔を覆っている。
希臘の聖域を守る立場にあり、自らの拳は空（くう）を裂き岩をも砕くと豪語する。
対戦ではおビンタと掌底で攻撃する。一定のダメージを受けると仮面が外れ素顔が現れる。
なお、対戦後にはビンタ座と思しき星座が表示されるが、実際にはビンタ座は存在しない。
楽師 由美（らくし ゆみ）
声 - 水口まつり
印度（インド）の代表。椿小路家の家政婦修行のため印度に派遣されている。
長い修行の末に習得した秘技を使い、ラクシュミーのように腕が4本になる。
対戦では右の2本の腕による2発同時のおビンタ、またはタイミングをずらした2連続でのおビンタを行う。
メイ☆モエスー
声 - 朝比奈幸
中国の代表。中国の椿小路家支所で家政婦をしている。
萌えキャラクターのような外見で、会話時には萌え声で話し、右子から世界観を守ってと注意される。
対戦時に一定のダメージを受けると顔（お面）がひび割れて素顔が現れ、同時に凛々しい態度と口調に一変する。また、これ以降には攻撃手段に正拳突きと蹴り技を用いるようになる。
初期案ではお面に関する設定がなかったが、「萌え文化を茶化したキャラとしてはインパクトが弱い」ということで現在の形になった。
家政婦A / 家政婦B / 家政婦C
声 - 石田嘉代 / 廣川裕希 / 儀武ゆう子
椿小路家の屋敷の広間で噂話をする家政婦たち。対戦相手ではなく物語冒頭の端役として登場する。
なお、この場面の右側には家政婦がもう一人おり、当初は声をつける予定だったが、プロ声優たちの邪魔になるとして採用が見送られた。

#### 「静かなる椿の日常」より登場する人物
根地巻 しのぶ（ねじまき しのぶ）
声 - 朝比奈幸
椿小路家の屋敷を訪れた牛乳販売員。
元は華族だったが現在は落ちぶれた状況にあり、静香に対して、牛乳を買わなければ飢え死にして末代まで呪う、と脅迫まがいの言葉で押し売りしようとする。
対戦時には、おビンタのほか、左腕に抱える牛乳瓶で殴りかかることもある。
その正体は、古に栄えた華族である唐栗（からくり）家の末裔で、椿小路家の乗っ取りを目論んでいる。後に忍装束の姿で現れて再戦を挑み、おビンタと2本指の目潰しで攻撃する。
諏訪 クロ江（すわ クロえ）
声 - 立石めぐみ
椿小路家の屋敷を訪れた新聞販売員。元バレエダンサーで、自称「元バレエ界の黒鳥」。
落ちぶれた現状を立て直し家を再興するために華族から金を得ようと考え、野球のチケットや洗剤をおまけにつけると言って新聞を購入させようとする。
対戦時には、バレエの回転をしながら、丸めた新聞紙を叩きつける。
その正体は、根地巻しのぶと同じく唐栗家の末裔。物語の終盤で再び姿を現す。
次皿 愛（つぎさら あい）
声 - 儀武ゆう子
椿小路家の屋敷に忍び込んだ鍵開け師。
唐栗家の末裔であり、前述の根地巻しのぶ、諏訪クロ江と協力し椿小路家の秘密を盗み出そうと企んでいる。
対戦時には、おビンタのほか、左手に握っている「おバールのようなもの」で殴りかかることもある。
メカ椿（メカつばき）
声 - 水口まつり
椿小路家の屋敷に秘蔵されていた巨大からくり人形。椿小路椿を模したような造形をしている。
根地巻しのぶ、諏訪クロ江、次皿愛の3人が内部に搭乗し、それぞれの家系に伝わる奥義の力で操作を行う。
対戦時の攻撃パターンは椿小路椿と似ているが、ロケットパンチを放って攻撃したり頭の位置を移動しておビンタを避けたりといった独自要素がある。

### 番外編

#### 『薔薇と椿とLA-MULANA』『薔薇と椿 〜ラムラーナ編〜』の登場人物
ムーブルク
声 - 儀武ゆう子
主人公。ラ・ムラーナ遺跡で3000年の眠りから覚めた3019歳の古代人。外見は若い娘のような姿。原作では『LA-MULANA』のリメイク版から追加されたキャラクター。
『LA-MULANA』のヒロインを自称しており、他のヒロイン候補を倒すため戦いを挑んでいく。原作に関するメタフィクション的な言葉を多用し、誇張した自己紹介や対戦相手への暴言を淡々とした口調で行う。対戦終了後には即座に眠りにつく。
本作における通常の服装は『LA-MULANA』で着用していた古代的なものだが、『薔薇と椿 〜ラムラーナ編〜』の最終戦では『LA-MULANA2』の現代的な服装になる。
ネブル
声 - 石田嘉代
遺跡の地上で店を営む店員。
ムーブルクと同じくヒロインを自称し甘えるような口調で話すが、ムーブルクから「オバサン」呼ばわりされると「ねぶるぞコラァ！」と原作同様に怒声を上げ鬼の形相になる。一方、ムーブルクの勝利後にはムーブルクから「公式サイトのキャラ紹介にもいないババア」と罵倒される。
幽霊シスター
遺跡の「迷いの門」のエリアを徘徊している修道女の姿の幽霊。本作では『薔薇と椿とLA-MULANA』にのみ登場する。
自分は幽霊なのでビンタは当たらないと主張するが、ムーブルクは古代の不思議な力を用いてビンタを当てる。
フレイヤ（妖精女王）
声 - 立石めぐみ
遺跡の妖精たちを束ねる女王。『薔薇と椿とLA-MULANA』での名前表記は「妖精女王」だが、『薔薇と椿 〜ラムラーナ編〜』の対戦時には「フレイヤ」と表記される。
ムーブルクは自身の小さい胸とフレイヤの胸を見比べて敗北感を覚えるが、フレイヤが言い放った「小娘」という罵倒の言葉に対してムーブルクは少し喜ぶ。
妖精ピンク / 妖精ブルー / 妖精グリーン / 妖精イエロー
声 - 浅井晴美 / 水口まつり / 朝比奈幸 / 松井暁波
遺跡の冒険者を手助けする妖精たち。原作ではそれぞれ「回復妖精エイル」「武器妖精カーラ」「お宝妖精エルルーン」「鍵妖精ヘリヤ」という名前がついている。
倒されたフレイヤの仇討ちのため、4人で結束してムーブルクに立ち向かう。一方、ムーブルクからは虫呼ばわりされる。
対戦の通常時に姿を現しているのは妖精ピンクのみだが攻撃の際に他の妖精が現れ、全員揃って攻撃を繰り出すこともある。
ティアマト
声 - 浅井晴美
遺跡の「次元回廊」を守るガーディアン。下半身が蛇のようになっている。
不明瞭な言葉を発しながら現れ、ムーブルクはその内容を理解できないまま対戦を開始する。なお、ティアマトの台詞のテキストには、原作に登場する古代文字「LA-MULANA文字」が使用されている。
対戦時には、ビンタのほか、周囲に漂う複数のリングから極太レーザーを一斉に発射するという原作の技を用いる。
ルミッサ小杉（ルミッサこすぎ）
声 - 石田嘉代
『LA-MULANA2』の主人公。前作主人公である父・ルエミーザ小杉と同じく遺跡を探索する。本作では『薔薇と椿 〜ラムラーナ編〜』より追加された。
対戦前のイベントシーンでは言葉を発することなく姿を現す。ムーブルクからは「ルミッさちゃん」（「さ」はひらがな）と呼ばれる一方で、そのいかつい体型からゴリラ呼ばわりされ、不機嫌になる。
対戦時には、ビンタのほか、鞭による強力な攻撃も行う。

#### 『薔薇と椿とファタモルガーナ』の登場人物
白い髪の娘
主人公。原作では物語の章により姿と設定が異なるが、本作では、原作第一章の女中の姿をしている。終始落ち着いた口調で話す。
謎の館で目覚めた直後、近づいてきた女中から使命について聞かされ、館の人々にかけられた呪いをビンタで解放していく。
その女中とのやり取りでは、白い髪の娘が「ここに来る前、二十時間ぶっ通しで似たような設定のゲームをやってきた」と発言し画面上に『ファタモルガーナの館』の画像が表示されるというメタフィクション的なくだりがある。
ネリー
ローズ家の長女。フルネームはネリー・ローズ。我が強い性格。
白い髪の娘に対し、自身が慕う兄（メル・ローズ）をたぶらかしてローズ家を乗っ取ろうとしていると主張し、決闘を申し込んでくる。
マリーア
館のメイド。フルネームはマリーア・カンパネッラ。明け透けな性格。
胸元が大きく開いて胸が強調されている服を着ており、その姿に目が釘付けになった白い髪の娘から「下着広告の人」と勘違いされたことで激怒する。
ポーリーン
貿易商の娘。終始笑顔で白い髪の娘に接する。
マリーアよりもさらに胸元が大きく開いた服を着ているが、白い髪の娘はそれを見ないように努める。一見すると呪いにかかっていないようだが、悪霊に憑りつかれている。
対戦時には、ビンタではなく鞘に収めた日本刀を振りかざす。白い髪の娘からビンタされても表情を変えないが、代わりに背後にいる悪霊が苦悶の表情を浮かべる。
女中
館の女中。白い髪の娘に対して従順な態度をとる。
前述のように物語の冒頭に登場し、白い髪の娘に対して、館にいる呪われた悲劇のヒロインたちをその手で救済してほしいと依頼する。
また、物語の後半では、白い髪の娘が後述の魔女・モルガーナと対等に戦えるかを見極めるために対戦相手となる。この際、女中は恐ろしさからモルガーナの名前を口にできず、白い髪の娘から「まるでヴォルデなんとかさんのようですね」とツッコミを入れられる。
モルガーナ
館に棲む魔女。諸悪の根源。右手が骨と化している。
挑発の言葉を発しながら登場するが、白い髪の娘から可愛らしいと言われて取り乱し、自身の恐ろしさを必死にアピールする。

## 主題歌
『薔薇と椿 〜お豪華絢爛版〜』のテーマ曲として制作された。
華の淑女
唄：クリスティーナ・”ヴィー”・ヴァレンズエラ、作詞・作曲：楢村匠、編曲：トミー・ペドリーニ
2023年12月2日より、JOYSOUNDで「華の淑女(ショートバージョン)」のタイトルでカラオケ配信されている。
お茶しましょ
唄：山里千陽子、作詞・作曲：楢村匠、編曲：トミー・ペドリーニ
2023年12月9日より、JOYSOUNDでカラオケ配信されている。

## 評価
薔薇と椿 〜お豪華絢爛版〜
- INDIE Live Expo Awards 2023 トレイラーオブ・ザ・イヤー賞 ノミネート[57]